# Dystasia
Dystasia – rodzaj chrząszczy z rodziny kózkowatych i podrodziny zgrzypikowych. 

## Zasięg występowania
Przedstawiciele tego rodzaju występują w Indiach oraz Azji Południowo-Wschodniej.

## Systematyka
Do Dystasia należy 29 gatunków:

- Dystasia affinis
- Dystasia bella
- Dystasia benjamini
- Dystasia cambodgensis
- Dystasia chassoti
- Dystasia circulata
- Dystasia cristata
- Dystasia granulosa
- Dystasia grisescens
- Dystasia humeralis
- Dystasia javanica
- Dystasia laosica
- Dystasia mindanonis
- Dystasia multifasciculata
- Dystasia niasensis
- Dystasia nubila
- Dystasia proxima
- Dystasia pygmaeola
- Dystasia rondoni
- Dystasia semicana
- Dystasia siamensis
- Dystasia sibuyana
- Dystasia similis
- Dystasia siporensis
- Dystasia subcristata
- Dystasia subuniformis
- Dystasia tonkinea
- Dystasia valida
- Dystasia variegata